# Campeonato de Apertura de Chile 1944
El Campeonato de Apertura de Chile 1944 o Campeonato de Preparación 1944 o Copa Jaime Rodríguez Bolados fue la 8° edición de la antigua copa doméstica profesional de fútbol de Chile, correspondiente a la temporada 1944.
Su organización estuvo a cargo de la Asociación Central de Fútbol (ACF), se jugó desde marzo hasta el 1 de abril de 1944 y contó con la participación de ocho equipos.
El campeón fue Santiago Morning, que, tras empatar 1-1 en la final con Audax Italiano, se adjudicó su primer título del Campeonato de Apertura de Chile, gracias a que obtuvo más saques de esquina (3-2) durante el desarrollo del partido.
Erróneamente, esta edición ha sido registrada por varias fuentes como «Campeonato de Clausura 1944», ajeno al Campeonato de Apertura de Chile, señalándose incluso que fue programada al término de la temporada 1944, lo cual no es efectivo, ya que se disputó en forma previa a la Campeonato de Campeones de Chile 1944 y al campeonato nacional de la Primera División de Chile 1944.

## Datos de los equipos participantes
Participaron ocho de los doce equipos que integraron el campeonato nacional de 1944.
| Equipo               |
| -------------------- |
| Audax Italiano       |
| Bádminton            |
| Colo-Colo            |
| Green Cross          |
| Magallanes           |
| Santiago Morning     |
| Unión Española       |
| Universidad de Chile |

## Aspectos generales

### Modalidad
La competición se jugó bajo el sistema de eliminación directa, en partidos de ida y de vuelta en la primera fase y en partido único en semifinales y final, hasta dejar un único competidor que resultaba campeón. En caso de igualdad en el marcador, la llave se definía mediante tiros desde el punto penal, mientras que en caso de igualdad en el marcador del partido final, la llave se definía por aquel que obtenía más saques de esquina.

## Desarrollo
|  | Cuartos de final     | Cuartos de final | Cuartos de final |       |                | Semifinales | Semifinales | Semifinales |  |  | Final            | Final | Final |
|  |                      |                  |                  |       |                |             |             |             |  |  | 1 de abril       |       |       |
|  |                      |                  |                  |       |                |             |             |             |  |  |                  |       |       |
|  | Green Cross          | 1                | 2                |       |                |             |             |             |  |  |                  |       |       |
|  | Badminton            | 2                | 1                |       |                |             |             |             |  |  |                  |       |       |
|  | Badminton            | 2                | 1                |       | Green Cross    | 2           |             |             |  |  |                  |       |       |
|  |                      |                  |                  |       | Green Cross    | 2           |             |             |  |  |                  |       |       |
|  |                      | Santiago Morning | 2                |       |                |             |             |             |  |  |                  |       |       |
|  | Santiago Morning     | Santiago Morning | 2                | 1     | 4              |             |             |             |  |  |                  |       |       |
|  | Santiago Morning     |                  |                  | 1     | 4              |             |             |             |  |  |                  |       |       |
|  | Unión Española       | 1                | 3                |       |                |             |             |             |  |  |                  |       |       |
|  |                      |                  |                  |       |                |             |             |             |  |  | Santiago Morning | 1 (3) |       |
|  |                      |                  | Audax Italiano   | 1 (2) |                |             |             |             |  |  |                  |       |       |
|  | Audax Italiano       | 0                | 2                |       |                |             |             |             |  |  |                  |       |       |
|  | Universidad de Chile | 1                | 0                |       |                |             |             |             |  |  |                  |       |       |
|  | Universidad de Chile | 1                | 0                |       | Audax Italiano | 2           |             |             |  |  |                  |       |       |
|  |                      |                  |                  |       | Audax Italiano | 2           |             |             |  |  |                  |       |       |
|  |                      | Magallanes       | 1                |       |                |             |             |             |  |  |                  |       |       |
|  | Magallanes           | Magallanes       | 1                | 2     | 4              |             |             |             |  |  |                  |       |       |
|  | Magallanes           |                  |                  | 2     | 4              |             |             |             |  |  |                  |       |       |
|  | Colo-Colo            | 0                | 2                |       |                |             |             |             |  |  |                  |       |       |

### Primera fase
|  | Green Cross | 1:2 | Badminton |  |  |
|  | Anotado     |     | Anotado   |  |  |

|  | Badminton | 1:2 | Green Cross |  |  |
|  | Anotado   |     | Anotado     |  |  |

|  | Santiago Morning | 1:1 | Unión Española |  |  |
|  | Anotado          |     | Anotado        |  |  |

|  | Unión Española | 3:4 | Santiago Morning |  |  |
|  | Anotado        |     | Anotado          |  |  |

| 9 de marzo de 1944 | Audax Italiano | 0:1 | Universidad de Chile | Estadio de Carabineros, Santiago |  |
|                    |                |     | Sepúlveda            |                                  |  |

| 26 de marzo de 1944 | Universidad de Chile | 0:2 | Audax Italiano | Estadio de Carabineros, Santiago |  |
|                     |                      |     | Anotado        |                                  |  |

|  | Magallanes | 2:0 | Colo-Colo |  |  |
|  | Anotado    |     |           |  |  |

|  | Colo-Colo | 2:4 | Magallanes |  |  |
|  | Anotado   |     | Anotado    |  |  |

### Semifinales
|  | Green Cross | 2:2 | Santiago Morning |  |  |
|  | Anotado     |     | Anotado          |  |  |

|  | Audax Italiano | 2:1 | Magallanes |  |  |
|  | Anotado        |     | Anotado    |  |  |

### Final
Santiago Morning se proclamó campeón gracias a que obtuvo más tiros de esquina (3-2) durante el desarrollo del encuentro.
|       | POR | William Marín            |   |
|       | DEF | Raúl Rivas               |   |
|       | DEF | Víctor Klein             |   |
|       | MED | José Guillermo Fernández | ' |
|       | MED | Salvador Nocetti         |   |
|       | MED | Eugenio León             |   |
|       | DEL | Raúl Battistone          |   |
|       | DEL | Domingo Romo             |   |
|       | DEL | Vinsac                   |   |
|       | DEL | Erasmo Vera              |   |
|       | DEL | Mario Castro             |   |
| D. T. |     |                          |   |

|       | POR | Reyes             |  |
|       | DEF | Humberto Roa      |  |
|       | DEF | Fernando Soto     |  |
|       | MED | Lautaro Dejeas    |  |
|       | MED | Roberto Cabrera   |  |
|       | MED | Roberto Morales   |  |
|       | DEL | Hugo Giorgi       |  |
|       | DEL | Juan Manuel Acuña |  |
|       | DEL | Juan Alcántara    |  |
|       | DEL | Carlos Varela     |  |
|       | DEL | Pedro Palacios    |  |
| D. T. |     |                   |  |

|  | MED | Islami | ' |

| 3' | Vinsac | 1-0 |

| 51' | Juan Manuel Acuña | 1-1 |

| Principal | Néstor Mondría |

|       | POR | William Marín            |   |
|       | DEF | Raúl Rivas               |   |
|       | DEF | Víctor Klein             |   |
|       | MED | José Guillermo Fernández | ' |
|       | MED | Salvador Nocetti         |   |
|       | MED | Eugenio León             |   |
|       | DEL | Raúl Battistone          |   |
|       | DEL | Domingo Romo             |   |
|       | DEL | Vinsac                   |   |
|       | DEL | Erasmo Vera              |   |
|       | DEL | Mario Castro             |   |
| D. T. |     |                          |   |

|       | POR | Reyes             |  |
|       | DEF | Humberto Roa      |  |
|       | DEF | Fernando Soto     |  |
|       | MED | Lautaro Dejeas    |  |
|       | MED | Roberto Cabrera   |  |
|       | MED | Roberto Morales   |  |
|       | DEL | Hugo Giorgi       |  |
|       | DEL | Juan Manuel Acuña |  |
|       | DEL | Juan Alcántara    |  |
|       | DEL | Carlos Varela     |  |
|       | DEL | Pedro Palacios    |  |
| D. T. |     |                   |  |

|  | MED | Islami | ' |

| 3' | Vinsac | 1-0 |

| 51' | Juan Manuel Acuña | 1-1 |

| Principal | Néstor Mondría |

|       | POR | William Marín            |   |
|       | DEF | Raúl Rivas               |   |
|       | DEF | Víctor Klein             |   |
|       | MED | José Guillermo Fernández | ' |
|       | MED | Salvador Nocetti         |   |
|       | MED | Eugenio León             |   |
|       | DEL | Raúl Battistone          |   |
|       | DEL | Domingo Romo             |   |
|       | DEL | Vinsac                   |   |
|       | DEL | Erasmo Vera              |   |
|       | DEL | Mario Castro             |   |
| D. T. |     |                          |   |

|       | POR | Reyes             |  |
|       | DEF | Humberto Roa      |  |
|       | DEF | Fernando Soto     |  |
|       | MED | Lautaro Dejeas    |  |
|       | MED | Roberto Cabrera   |  |
|       | MED | Roberto Morales   |  |
|       | DEL | Hugo Giorgi       |  |
|       | DEL | Juan Manuel Acuña |  |
|       | DEL | Juan Alcántara    |  |
|       | DEL | Carlos Varela     |  |
|       | DEL | Pedro Palacios    |  |
| D. T. |     |                   |  |

|  | MED | Islami | ' |

| 3' | Vinsac | 1-0 |

| 51' | Juan Manuel Acuña | 1-1 |

| Principal | Néstor Mondría |

|       | POR | William Marín            |   |
|       | DEF | Raúl Rivas               |   |
|       | DEF | Víctor Klein             |   |
|       | MED | José Guillermo Fernández | ' |
|       | MED | Salvador Nocetti         |   |
|       | MED | Eugenio León             |   |
|       | DEL | Raúl Battistone          |   |
|       | DEL | Domingo Romo             |   |
|       | DEL | Vinsac                   |   |
|       | DEL | Erasmo Vera              |   |
|       | DEL | Mario Castro             |   |
| D. T. |     |                          |   |

|       | POR | Reyes             |  |
|       | DEF | Humberto Roa      |  |
|       | DEF | Fernando Soto     |  |
|       | MED | Lautaro Dejeas    |  |
|       | MED | Roberto Cabrera   |  |
|       | MED | Roberto Morales   |  |
|       | DEL | Hugo Giorgi       |  |
|       | DEL | Juan Manuel Acuña |  |
|       | DEL | Juan Alcántara    |  |
|       | DEL | Carlos Varela     |  |
|       | DEL | Pedro Palacios    |  |
| D. T. |     |                   |  |

|  | MED | Islami | ' |

| 3' | Vinsac | 1-0 |

| 51' | Juan Manuel Acuña | 1-1 |

| Principal | Néstor Mondría |

## Campeón
| Chile                              |
| Campeón Santiago Morning 2º título |